# Bom Jardim de Goiás
Bom Jardim de Goiásé um município brasileiro do interior do estado de Goiás, Região Centro-Oeste do país. Sua população estimada em 2004 era de 10 089 habitantes.

## História
Bom Jardim de Goiás surgiu em meados do século XIX, com a descoberta de pedras preciosas às margens do Ribeirão Macaco, quando iniciou-se a chegada dos primeiros habitantes em 1912. Fixou residência no mesmo ano a família Felizardo, que dois anos mais tarde, juntamente com várias outras, começou a sofrer sérios ataques de índios bororós que habitavam a região. Mesmo com esses ataques, muitas famílias procuraram o local para morar.
No ano de 1917, com a chegada de novas famílias, e ocorrendo continuamente o ataque dos índios, várias pessoas se reuniram e decidiram doar, como promessa, uma área de terra à Igreja Católica, para que São João Batista pudesse livrá-los dos ataques indígenas. As terras foram doadas por Ana Rufina de Jesus. A fé dessas pessoas era tão grande que, aos poucos, os índios foram se afastando da região. O tempo foi passando, a população aumentou gradativamente, surgiram mais casas e o comércio melhorou, apesar das dificuldades que surgiam. O nordestino Valério Porto chegou no local influenciado pela maratona aurífera.
Em 1942, o povoado foi elevado à categoria de Distrito de Bom Jardim, pertencente ao município de Rio Bonito – hoje Caiapônia, cujo nome se deve por ser banhado pelo riacho Bom Jardim.